# Lilo & Stitch (2025)
Lilo & Stitch é um filme de comédia de ficção científica americano dirigido por Dean Fleischer Camp e escrito por Chris Kekaniokalani Bright e Mike Van Waes. Produzido pela Walt Disney Pictures e Rideback, o filme é um remake animado em live-action do filme de animação de 2002 da Disney, Lilo & Stitch. O filme é estrelado por Maia Kealoha como Lilo Pelekai, com o roteirista e diretor original de Lilo & Stitch, Chris Sanders, reprisando sua voz como Stitch. Também é estrelado por Sydney Elizebeth Agudong, Zach Galifianakis, Billy Magnussen, Hannah Waddingham e Courtney B. Vance, com os membros do elenco original Tia Carrere, Amy Hill e Jason Scott Lee também aparecendo.
Lilo & Stitch foi lançado nos Estados Unidos pela Walt Disney Studios Motion Pictures em 23 de maio de 2025. Foi um sucesso de público e bem recebido pela crítica, faturando mais de um bilhão de dólares.

## Enredo
O filme conta a história do "vínculo formado entre uma garota humana solitária chamada Lilo e um alienígena parecido com um cachorro chamado Stitch, que é projetado para ser uma força de destruição. Perseguindo alienígenas, assistentes sociais e a ideia do vínculo da família figuram nos procedimentos."

## Elenco
- Maia Kealoha como Lilo Pelekai, uma menina nativa havaiana órfã "que ama hula, surfe, e vida selvagem, com uma afinidade especial por todas as coisas 'nojentas'."[13] Ela é muito imaginativa, mas rebelde, o que a coloca em problemas com frequência e a exclui de seus colegas de classe, que a consideram uma "esquisita". Ao contrário do filme original, que retratava ela e os pais de Nani tendo morrido relativamente recentemente pelos eventos daquele filme, seus pais estarão mortos há "alguns anos" pelos eventos do remake, com Lilo escondendo sua dor por meio de "otimismo implacável e divertido".[14][15]
- Chris Sanders como a voz de Stitch, um experimento genético alienígena ilegal semelhante a um coala azul conhecido como Experimento 626, que é adotado por Lilo. Ele é descrito como "[d]obstinado, impulsivo e assustadoramente forte; ele é uma bola de demolição peluda, feia e fofa, aparentemente empenhada em destruir tudo em seu caminho."[15] Sanders, que criou o personagem, repete o papel que ele originou no filme de animação de 2002.
- Sydney Elizebeth Agudong como Nani Pelekai, a irmã de 18 anos de Lilo e sua tutora legal. Ela é descrita como "inteligente, superdotada, atlética, Tipo A" e uma "aluna nota A" que tem sentido as crescentes pressões de ter que cuidar de Lilo enquanto mantém suas notas escolares e seu emprego, causando problemas com ela e a assistente social de Lilo, com os serviços de proteção à criança ameaçando separar as irmãs Pelekai e colocar Lilo em um orfanato.[16]
- Zach Galifianakis como Dr. Jumba Jookiba,[17] um cientista louco que criou Stitch.
- Billy Magnussen como Agente Pleakley,[18] um agente Plorgonarian da Federação Galáctica Unida e seu "especialista" na Terra. Ele é enviado ao planeta para impedir que Jumba prejudique qualquer forma de vida da Terra enquanto caça 626. O trailer oficial revela que tanto Jumba quanto Pleakley usarão projeções de hologramas ao aparecerem como "humanos" em vez de usar disfarces como na continuidade original, com seus atores retratando os personagens em suas formas "humanas" e dando voz a eles em suas verdadeiras formas alienígenas.
- Kaipo Dudoit como David Kawena, um estudante universitário nativo havaiano de 18 anos e surfista que é gentil com Nani.[15] Ele executa a "dança do fogo" no hotel onde ele e Nani trabalham.[15][19] Kahiau Machado foi originalmente escalado para o papel,[19] mas ele foi reformulado logo depois devido ao seu uso anterior de uma calúnia racial.[20]
- Tia Carrere como Sra. Kekoa,[21] uma assistente social de 55 anos que é "uma mulher prática, gentil e paciente que verifica regularmente com Nani", mas, no entanto, está ciente das lutas de Nani para cumprir com suas obrigações.[15][13] Carrere foi originalmente a voz de Nani na continuidade animada.
- Courtney B. Vance como Cobra Bubbles, um assistente social responsável pelo bem-estar de Lilo.[22]
- Hannah Waddingham como a voz da Grande Conselheira, a líder alienígena da Federação Galáctica Unida e seu conselho que ordena que Jumba e Pleakley capturem Stitch após sua fuga.[23][24]
- Amy Hill como Tūtū,[21] uma nativa havaiana na casa dos 70 anos que é vizinha de longa data dos Pelekais e avó de David Kawena.[13] Ela é descrita como "uma mulher calorosa e perspicaz que fala com um sotaque pidgin local".[15] Ela é original deste filme, já que nenhum dos membros da família de David apareceu ou foi mencionado durante a continuidade animada original, nem Lilo e Nani tiveram vizinhos próximos durante a referida continuidade.[15] Hill já dublou a Mrs. Hasagawa no filme original e em Lilo & Stitch: The Series.
- Jason Scott Lee como gerente de lūʻau.[25] Lee já dublou David no filme original e em Lilo & Stitch 2: Stitch Has a Glitch (2005).

## Produção

### Desenvolvimento
Em 3 de outubro de 2018, foi anunciado que a Walt Disney Pictures estava desenvolvendo um remake de filme híbrido de animação live-action/gerada por computador do longa-metragem de animação de 2002 da Disney, Lilo & Stitch. O filme seria adaptado por Mike Van Waes, produzido por Dan Lin e Jonathan Eirich e coproduzido por Ryan Halprin. Em 24 de outubro de 2018, Van Waes revelou que começou a trabalhar no roteiro do remake.[carece de fontes?] Em 13 de novembro de 2020, Jon M. Chu iniciou negociações para dirigir o filme, enquanto Van Waes teria deixado o projeto, com o estúdio procurando um novo roteirista para reescrever o roteiro de Van Waes, embora Chu não tenha dirigido o filme devido a outras obrigações. Em 14 de julho de 2022, o Deadline Hollywood informou que Dean Fleischer Camp foi escolhido para dirigir, enquanto Chris Kekaniokalani Bright estava em negociações para reescrever o roteiro; Bright foi totalmente confirmado como o escritor em fevereiro de 2023. No dia seguinte ao anúncio do Deadline Hollywood o envolvimento de Fleischer Camp e Bright, Van Waes citou o tweet do Deadline Hollywood seu artigo, dando as boas-vindas a Fleischer Camp e Bright para a produção do filme, possivelmente indicando que ele ainda está envolvido com o filme.[carece de fontes?]
O filme recebeu o título provisório de Bad Dog, uma referência ao sempre malcomportado Stitch sendo confundido e adotado como um cachorro, enquanto a nova produtora criada para o filme foi chamada de "Blue Koala Pictures, Inc." em referência a uma descrição típica da aparência física do personagem.

### Elenco
Embora tenha sido especulado que o corroteirista e codiretor do filme original, Chris Sanders, reprisaria seu papel como a voz de Stitch no remake, Sanders afirmou em uma entrevista de setembro de 2022 que a Disney ainda não o havia abordado para reprisar o papel, embora ele tenha declarado que está sempre aberto a retornar para dar voz à sua criação.
Foi relatado em novembro de 2022 que uma chamada de elenco foi emitida para o filme. A chamada inicial do elenco foi posteriormente tuitada em 22 de novembro pela Coalizão de Asiáticos do Pacífico no Entretenimento.
Em fevereiro de 2023, Zach Galifianakis se juntou ao elenco em um papel ainda não especificado. Embora o TheWrap tenha relatado na época que ele daria voz a Pleakley, o The Hollywood Reporter os contradisse em abril, quando relataram que Galifianakis daria voz ao Dr. Jumba Jookiba. No final de março, Maia Kealoha foi escalada para o papel principal como Lilo Pelekai.
Em abril de 2023, Billy Magnussen foi escalado como a voz do Agente Pleakley, e Sydney Agudong foi escalado como Nani Pelekai. Mais tarde naquele mês, Kahiau Machado foi escalado como David Kawena, enquanto Courtney B. Vance foi escalado como Cobra Bubbles, que os fãs inicialmente acreditaram ter sido cortado do elenco de personagens do filme. Tia Carrere e Amy Hill, que dublaram papéis no filme original e em seu material de sequência original, como Lilo & Stitch: The Series, foram escaladas para novos papéis, com Sanders em negociações finais para reprisar seu papel de voz como Stitch. Sanders acabou fazendo gravações de voz para o filme um total de cinco vezes separadas no final da produção, fazendo gravações de voz por cerca de quatro horas cada, admitindo em uma entrevista de 2025 que sua "voz Stitch" é difícil de manter por um período tão longo. Sanders nunca foi ao set durante as filmagens, pois estava trabalhando em seu filme The Wild Robot (2024) na DreamWorks Animation (onde trabalha desde 2007) na época da produção.
As escalações de Agudong e Machado foram recebidas com polêmica nas redes sociais logo após seus anúncios, com acusações de colorismo e branqueamento em relação à Disney e à equipe de elenco do filme, já que os dois atores têm tons de pele mais claros do que as contrapartes animadas originais de seus personagens. Sydney Agudong — a irmã mais velha da atriz Siena Agudong — é uma mulher mestiça nascida e criada em Kaua'i (onde a franquia se passa principalmente) de uma mãe caucasiana e um pai filipino. Agudong recebeu comentários em sua conta do Instagram atacando-a por aceitar o papel. Depois que os usuários da Internet descobriram que Machado havia usado anteriormente uma calúnia racial em suas contas do Spotify e do Instagram, a Disney discretamente o escalou para Kaipo Dudoit. Machado postou mais tarde um pedido de desculpas pelo uso anterior da calúnia via Instagram em 27 de abril de 2023.
Em junho de 2023, Jason Scott Lee, que dublou David Kawena no filme original e em Lilo & Stitch 2: Stitch Has a Glitch (2005), revelou no podcast Kyle Meredith With... que ele terá uma participação especial no filme como o gerente do luau onde Nani e David trabalham.

### Filmagem
A fotografia principal estava programada para começar em Oahu, Havaí, em 13 de março de 2023, e terminar em 16 de junho. No entanto, o primeiro dia de filmagem foi adiado para 17 de abril.
Em 16 de abril de 2023, um incêndio ocorreu em um trailer dentro do acampamento base do set do filme em Haleiwa, causando aproximadamente US$ 200.000 em danos. O trailer continha figurinos que teriam sido usados nas três primeiras semanas de filmagem. O incêndio começou antes das 23h (horário de verão do Pacífico) e foi extinto à 1h da madrugada do dia seguinte. Não houve relatos de feridos, embora o início das filmagens tenha sido adiado por tempo indeterminado. O Departamento de Polícia de Honolulu classificou o incidente como um incêndio criminoso de primeiro grau e abriu uma investigação em resposta.
As filmagens finalmente começaram em 1º de maio de 2023, quando uma parte da rodovia Kalanianaole foi fechada para a produção do filme. As filmagens foram suspensas em julho devido à greve SAG-AFTRA de 2023. Ele finalmente foi retomado em fevereiro de 2024 e finalmente encerrado no início de março daquele ano.

### Efeitos visuais e design
Os efeitos visuais são fornecidos pela Industrial Light & Magic.

### Música
Em 3 de fevereiro de 2025, foi revelado que Dan Romer estava trabalhando na trilha sonora do filme. 

## Marketing
Uma primeira olhada no design de Stitch em live-action do filme foi revelada na convenção D23 de 2024 em 9 de agosto de 2024. Screen Rant e Collider reagiram positivamente à revelação. Em 8 de novembro de 2024, durante o D23 Brasil, a Disney divulgou uma foto do filme mostrando Stitch usando um colar de flores e olhando para uma Lilo desfocada enquanto estava em sua cama.
Em 22 de novembro, a Disney publicou o primeiro teaser pôster do filme, apresentando um close-up extremo de Stitch. Em 25 de novembro, a Disney lançou o primeiro teaser trailer, mostrando Stitch em uma praia destruindo um castelo de areia modelado a partir do castelo do logotipo de produção da Disney. Em 27 de novembro, mesmo dia do amplo lançamento de Moana 2 (cujo primeiro teaser foi anexado nos cinemas), um novo pôster foi exibido apresentando Stitch com um Kakamora da franquia Moana na boca, aludindo à campanha de marketing baseada em crossover do filme original, na qual Stitch invadiu outros filmes da Disney. Em 18 de dezembro, dois dias antes do lançamento de Mufasa: O Rei Leão, outro pôster crossover e outro teaser trailer foram lançados (este último anexado a Mufasa), ambos mostrando Stitch sendo erguido no ar na mesma linha da apresentação do bebê Simba em O Rei Leão (1994). O trailer o mostra, usando asas de água, sendo sustentado por um par de braços humanos até que ele luta para sair deles e mergulhar na água do mar rasa. O pôster que o acompanha mostra-o sendo segurado por Rafiki, como no trailer "Inter-Stitch-al" do Rei Leão para o filme original Lilo & Stitch. Um comercial de TV criado exclusivamente para ir ao ar durante o Super Bowl LIX foi lançado em 9 de fevereiro de 2025, apresentando Stitch aparentemente "interrompendo" o pontapé inicial correndo pelo Caesars Superdome como um jogador de futebol.
O trailer oficial foi lançado em 12 de março de 2025, aniversário de 63 anos do criador de Lilo & Stitch, Chris Sanders, mostrando vários personagens além de Stitch pela primeira vez.

## Lançamento
Em novembro de 2020, a Variety e o The Hollywood Reporter relataram que a Disney não havia determinado se o filme seria lançado nos cinemas ou pelo Disney+. Em novembro de 2022, foi confirmado por meio de uma chamada de elenco que o filme seria produzido para um lançamento direto no streaming Disney+. Em agosto de 2024, o filme foi transferido para um lançamento nos cinemas no verão de 2025. Em outubro, o filme recebeu uma data de lançamento de 23 de maio de 2025.

## Recepção
No site agregador de críticas Rotten Tomatoes, 72% das 211 avaliações dos críticos são positivas. O consenso do site afirma: "Recuperando o charme adorável do original, embora não correspondendo exatamente ao seu senso de imaginação turbulento, Lilo & Stitch emerge da caixa como um dos melhores remakes live-action de um clássico da Disney." O Metacritic, que usa uma média ponderada, atribuiu ao filme uma pontuação de 53 em 100, baseado em 39 críticos, indicando críticas "mistas ou médias". O público pesquisado pelo CinemaScore deu ao filme uma nota média de "A", em uma escala de A+ a F, a mesma do filme de animação, enquanto os entrevistados pelo PostTrak deram uma nota geral positiva de 90%, com 81% dizendo que definitivamente recomendariam o filme.